# Världsmästerskapen i snowboard 2013
Världsmästerskapen i snowboard 2013 hölls i Stoneham Mountain Resort, Kanada mellan 14 och 27 januari 2015.

## Resultat

### Herrar
| Gren               | Guld                        | Guld                    | Silver                     | Silver                     | Brons                      | Brons                      |
| Big air            | Roope Tonteri Finland       | 188.50                  | Niklas Mattsson Sverige    | 177.75                     | Seppe Smits Belgien        | 149.50                     |
| Halfpipe           | Iouri Podladtchikov Schweiz | 94.25                   | Taku Hiraoka Japan         | 93.25                      | Markus Malin Finland       | 86.75                      |
| Slopestyle         | Roope Tonteri Finland       | 93.75                   | Mark McMorris Kanada       | 92.50                      | Janne Korpi Finland        | 90.75                      |
| Snowboardcross     | Alex Pullin Australien      | Alex Pullin Australien  | Markus Schairer Österrike  | Markus Schairer Österrike  | Stian Sivertzen Norge      | Stian Sivertzen Norge      |
| Parallelstorslalom | Benjamin Karl Österrike     | Benjamin Karl Österrike | Roland Fischnaller Italien | Roland Fischnaller Italien | Vic Wild Ryssland          | Vic Wild Ryssland          |
| Parallelslalom     | Rok Marguc Slovenien        | Rok Marguc Slovenien    | Justin Reiter USA          | Justin Reiter USA          | Roland Fischnaller Italien | Roland Fischnaller Italien |

### Damer
| Gren               | Guld                           | Guld                           | Silver                    | Silver                    | Brons                      | Brons                 |
| Halfpipe           | Arielle Gold USA               | 79.00                          | Holly Crawford Australien | 77.25                     | Sophie Rodriguez Frankrike | 72.50                 |
| Slopestyle         | Spencer O'Brien Kanada         | 93.25                          | Sina Candrian Schweiz     | 81.50                     | Torah Bright Australien    | 77.50                 |
| Snowboardcross     | Maelle Ricker Kanada           | Maelle Ricker Kanada           | Dominique Maltais Kanada  | Dominique Maltais Kanada  | Helene Olafsen Norge       | Helene Olafsen Norge  |
| Parallelstorslalom | Isabella Laböck Tyskland       | Isabella Laböck Tyskland       | Julia Dujmovits Österrike | Julia Dujmovits Österrike | Amelie Kober Tyskland      | Amelie Kober Tyskland |
| Parallelslalom     | Ekaterina Tudegesheva Ryssland | Ekaterina Tudegesheva Ryssland | Patrizia Kummer Schweiz   | Patrizia Kummer Schweiz   | Amelie Kober Tyskland      | Amelie Kober Tyskland |

### Medaljfördelning
| Pl. | Nation     | Guld | Silver | Brons | Totalt |
| --- | ---------- | ---- | ------ | ----- | ------ |
| 1   | Kanada     | 2    | 2      | 0     | 4      |
| 2   | Finland    | 2    | 0      | 2     | 4      |
| 3   | Österrike  | 1    | 2      | 0     | 3      |
| 3   | Schweiz    | 1    | 2      | 0     | 3      |
| 5   | Australien | 1    | 1      | 1     | 3      |
| 6   | USA        | 1    | 1      | 0     | 2      |
| 6   | Tyskland   | 1    | 0      | 2     | 3      |
| 8   | Ryssland   | 1    | 0      | 1     | 2      |
| 9   | Slovenien  | 1    | 0      | 0     | 1      |
| 9   | Italien    | 0    | 1      | 1     | 2      |
| 11  | Japan      | 0    | 1      | 0     | 1      |
| 11  | Sverige    | 0    | 1      | 0     | 1      |
| 11  | Norge      | 0    | 0      | 2     | 2      |
| 11  | Belgien    | 0    | 0      | 1     | 1      |
| 15  | Frankrike  | 0    | 0      | 1     | 1      |
|     | Total      | 11   | 11     | 11    | 33     |